# Мейер, Георг Фридрих Вильгельм
Георг Фридрих Вильгельм Мейер (нем. Georg Friedrich Wilhelm Meyer; 1782—1856) — немецкий ботаник и врач.

## Биография
Георг Мейер родился 18 апреля 1782 года в Ганновере.
В 1801 году Мейер поступил в Гёттингенский университет, с 1805 года учился в Дилленбургском лесническом училище. С 1806 года Мейер работал в Ганновере, затем был назначен главным лесоводом. С 1808 года Мейер — лесной инспектор в Падерборне. В 1813 году был назначен на должность в правительстве Пруссии директора лесов Падерборна, Хёкстера и Корвея, однако в 1814 году решил продолжить научную карьеру. В 1818 году получил степень доктора. С 1820 года Георг Мейер работал физиографом Ганноверского королевства. В 1832 году Мейер стал профессором лесоводства.
Георг Фридрих Вильгельм Мейер скончался 19 марта 1856 года в Ганновере.

## Некоторые научные работы
- Meyer, G.F.W. (1818). Primitiae florae essequeboensis. 316 p.
- Meyer, G.F.W. (1822). Beiträge zur chorographischen Kenntniss des Flussgebietes der Innerste. 2 vols.
- Meyer, G.F.W. (1825). Nebenstunden meiner Beschaeftigungen in Gebiete der Pflanzenkunde. 372 p.
- Meyer, G.F.W. (1836). Chloris hannoverana. 744 p.
- Meyer, G.F.W. (1837). Flora der Königreichs Hannover. 306 p.
- Meyer, G.F.W. (1849). Flora hanoverana excursoria. 686 p.

## Роды растений, названные в честь Г. Ф. В. Мейера
- Meyeria DC., 1836, nom. illeg. [syn.  Calea L., 1763] — назван в честь четырёх однофамильцев Мейеров — некоего Иоганна Мейера, ботаника и энтомолога Фридриха Альбрехта Антона Мейера (1769—1795), Георга Фридриха Вильгельма Мейера, ботаника Эрнста Генриха Фридриха Мейера (1791—1858) и ботаника Карла Антона фон Мейера (1795—1855).